# Eduard Müller (Skilangläufer)
Eduard Müller (* 8. Januar 1912; † 1969) war ein Schweizer Skilangläufer und Skifabrikant.
Müller begann 1929 an der Badenerstrasse in Altstetten in der familieneigenen Bauschreinerei der Gebrüder Müller mit einer eigenen Skifabrikation. In den 1940er-Jahren war er ein erfolgreicher Langläufer. Der Langlauf war damals eine Randsportart und in der Öffentlichkeit kaum bekannt. Im Ski Club Altstetten scharten sich um Edi Müller eine Gruppe von bekannten Langläufern mit Fritz Kocher aus Wald, Werner Zwingli aus Meilen, dem Sport- und Fernsehmoderator Werner Vetterli und anderen. Altstetten galt damals als Langlaufhochburg und konnte viele Schweizermeistertitel und Olympiateilnahmen (1952 Falun, 1956 Cortina d’Ampezzo, 1960 in Squaw Valley) feiern. 1964 baute er eine eigene Skifabrik in Trachslau bei Einsiedeln, wo er erfolgreich Skis herstellte. An den Olympischen Winterspielen 1968 fuhren zehn Teams auf Müller Langlaufskiern sowie der Silbermedaillengewinner Alois Kälin.

## Karriere
Eduard Müller nahm 1936 als Mitglied der Schweizer Mannschaft an den Olympischen Winterspielen in Garmisch-Partenkirchen teil. Auf der 18-km-Distanz des Skilanglaufs erreichte er mit einer Zeit von 1 Stunde, 32 Minuten, 4 Sekunden unter den 75 Wettbewerbsteilnehmern Platz 51 der Gesamtwertung.